# Memoirs of a Geisha
Memoirs of a Geisha is een Amerikaanse film uit 2005 geregisseerd door Rob Marshall. Het scenario, gebaseerd op het veelverkochte boek van Arthur Golden, werd geschreven door Robin Swicord. De film wordt gedistribueerd door Columbia Pictures en DreamWorks.
In 2006 werd de film genomineerd voor zes Oscars, waarvan het er uiteindelijk drie won: die voor cinematografie, kostuumontwerp en artdirection.

## Verhaal
In 1929 wordt het arme, negenjarige meisje Chiyo verkocht aan een okiya (geishahuis) in Kioto. Zij wordt wreed behandeld door de eigenaars en de hoofdgeisha Hatsumomo. De enorme schoonheid van Chiyo is reden voor de jaloezie van Hatsumomo. De rivale van Hatsumomo, Mameha, neemt Chiyo onder haar hoede en onder haar leiding wordt zij getraind tot de geisha Sayuri met vaardigheden op artistiek en sociaal gebied. Als vermaard geisha komt zij terecht in een wereld van weelde, privileges en politieke intriges. De Tweede Wereldoorlog dreigt en de wereld van geisha's zal voorgoed veranderen.

## Rolverdeling
- Zhang Ziyi - Chiyo/Sayuri
  - Suzuka Ohgo - Chiyo (jonge versie)
- Togo Igawa - Tanaka
- Mako - Sakamoto
- Samantha Futerman- Satsu
- Elizabeth Sung - Sakamoto's echtgenote
- Thomas Ikeda - Mr. Bekku
- Gong Li - Hatsumomo
- Michelle Yeoh - Mameha
- Ted Levine - Kolonel Derricks
- Ken Watanabe - Chairman

## Filmmuziek
De muziek van Memoirs of a Geisha werd gecomponeerd door John Williams.